# Siheyuan
Siheyuan (zh. 四合院S, SìhéyuànP) è una delle tipologie standard dell'architettura domestica cinese tradizionale. Si tratta di una variante estremo orientale della casa a cortile diffusa, nell'antichità, nel Mediterraneo ed in Medioriente. Se ne trovano esempi in tutta la Cina, soprattutto a Pechino e nelle zone rurali dello Shanxi. In tempi più antichi, erano diffuse in tutta la Cina del Nord dove costituivano la locale variante della casa a cortile, caratterizzata da cortili ampi e ariosi.
Nel corso della storia cinese, la composizione planimetrica del siheyuan è stata il modello di base utilizzato per residenze, palazzi, templi, monasteri, aziende familiari e uffici governativi. Nei tempi antichi, uno spazioso siheyuan era occupato da una singola famiglia, numerosa ed estesa, rappresentando uno status symbol di ricchezza e prosperità. Il Siheyuan funge anche da simbolo culturale di Pechino ed è oggi una finestra sul passato abitativo del paese.
Oggi, i numerosi siheyuan ancora in uso sono complessi abitativi suddivisi, sebbene molti siano privi di servizi moderni.

## Storia
La casa a cortile Siheyuan risale alla dinastia Zhou orientale (722–481 a.C.) e riassume in sé caratteristiche eccezionali e fondamentali dell'attuale architettura cinese. Diffusa in tutta la Cina, soprattutto nella zona settentrionale, funse da modello per la maggior parte degli stili architettonici cinesi. 
Già al tempo della dinastia Han (206 a.C.–220 d.C.), ai primordi dell'impero cinese, lo siheyuan era già status symbol di ricchezza e prosperità per la famiglia proprietaria del complesso edilizio.

### Presente
Il boom demografico della moderna Pechino ha reso l'edilizia abitativa una delle maggiori sfide della città. I Siheyuan oggi sono ivi tipicamente utilizzati come complessi residenziali multi-familiari, con cortili sviluppati per fornire spazio abitativo aggiuntivo. Le condizioni di vita in molte siheyuan sono piuttosto povere e pochissime strutture hanno servizi igienici privati. Negli Anni 1990, in un contesto di rapido sviluppo economico, la capitale cinese è stata interessata dalla demolizione sistematica dei vecchi edifici urbani, tra cui gli siheyuan che ancor oggi sono demoliti e sostituiti da moderni condomini.

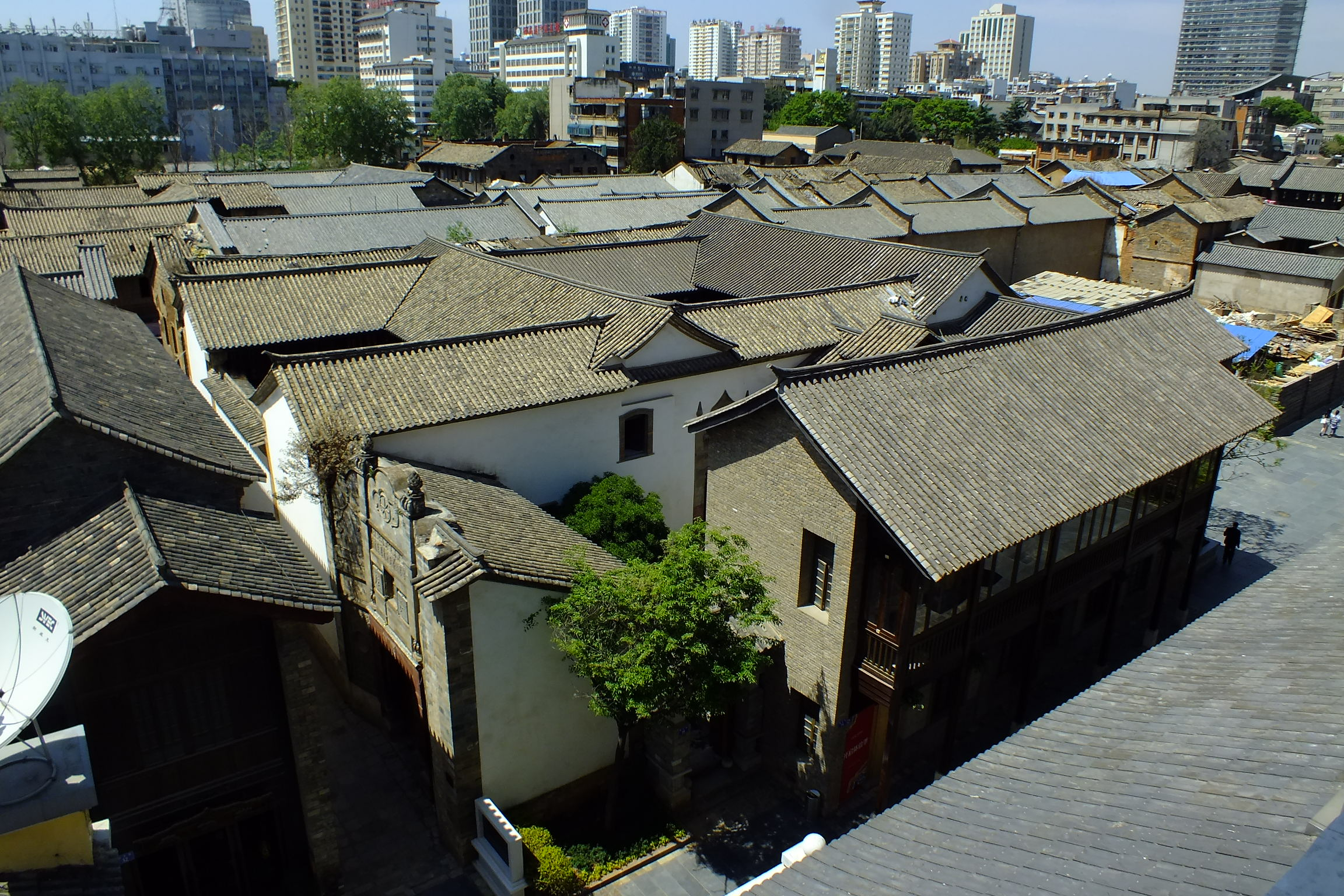
Siheyuan a Kunming (Yunnan).

Secondo l'Amministrazione municipale dei beni culturali di Pechino, ci sono oltre 500 cortili storici conservati nelle Aree di conservazione culturale e storica in quanto importanti monumenti culturali del paese. Molti di questi sono musei pubblici e i siheyuan storici conservati includono: il memoriale di Lu Xun; il memoriale di Guō Mòruò; il memoriale di Mao Dun; il memoriale di Méi Lánfāng; il memoriale di Lao She; ecc. Uno studio del Programma delle Nazioni Unite per gli insediamenti umani del 2008 stima che a Pechino rimangano ancora circa 400.000 siheyuan ("cortili residenziali" nei documenti scritti in lingua inglese).
Il mercato di vendita dei siheyuan è andato a gonfie vele negli ultimi anni. Un rapporto del 2005 rileva dai 7.000 ai 9.000 siheyuan residenziali sul mercato per la vendita, molti dei quali hanno generalmente un prezzo di 7.000-10.000 yuan al metro quadrato. I prezzi variano chiaramente in base alla zona e al mercato: per i siheyuan residenziali nei distretti di Dongcheng e Xicheng nel 2009, i prezzi possono arrivare a 40.000 yuan/mq; i siheyuan vicini all'area di Houhai e Shichahai possono costare 100.000-150.000 yuan/mq; e uno siheyuan di 2.000 mq vicino all'area di Shichahai è stato venduto per 40 milioni di yuan (6 milioni di dollari) nel 2005.

## Descrizione

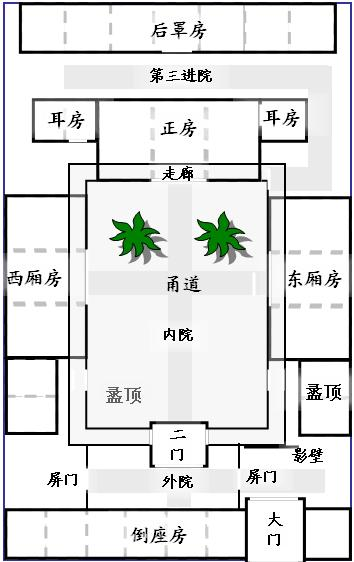
Assetto planimetrico di un siheyuan.

Il siheyuan si struttura sui quattro lati d'un cortile centrale quadrangolare, caratterizzandosi quindi come variante estremorientale della casa a cortile diffusa, nell'Antichità, nel Mediterraneo ed in Medioriente. La differenza fondamentale rispetto al Sanheyuan, l'altra tipologia standard d'architettura domestica cinese tradizionale, è che quest'ultimo circonda solo su tre lati, il cortile centrale, disegnando una "U" rovesciata.
I quattro lati di un siheyuan sono normalmente posizionati lungo gli assi nord-sud ed est-ovest. L'edificio posizionato a nord e rivolto a sud è considerato la 正房S, Zhèng-fángP, lett. "Casa principale" ed è tradizionalmente ampia quanto un intercolunnio (zh. 間T, JianP), la misura standard negli edifici tradizionali cinesi. Gli edifici adiacenti, rivolti a est e ovest, sono chiamati 廂房S, Xiāng-fángP, lett. "Case laterali". Gli edifici settentrionali, orientali e occidentali sono collegati da percorsi splendidamente decorati i 抄手游廊S, Chāo-shău-yóu-lángP che fungono da riparo dal sole durante il giorno e forniscono un luogo fresco per apprezzare la vista del cortile di notte. L'edificio che guarda a nord è la 倒座房S, Dào Zuò FángP, lett. "Casa di fronte". Dietro l'edificio settentrionale, si trova spesso un edificio posteriore separato, il 后罩房S, Hòu Zhào FángP, l'unico posto in cui è consentita la costruzione di edifici a due piani nel siheyuan tradizionale.

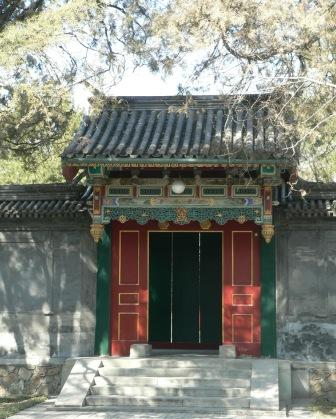
Sontuoso ingresso di un siheyuan appartenenta a ricchi proprietari.

Il cancello d'ingresso, solitamente dipinto di vermiglio e con battenti in rame, si trova all'angolo sud-orientale del perimetro per motivi geomantici (v.si seguito). Solitamente è presente un antemurale, chiamato "Schermo degli spiriti" (zh. 影壁S, Yǐng bìP, lett. "Muro ombra") all'interno del cancello (a volte all'esterno) a garanzia di maggior privacy, necessario, secondo la religione tradizionale cinese, per proteggere la casa dai 鬼S, GuǐP, lett. "Spiriti maligni", e garantire la separazione tra lo spazio esterno e la casa/spazio interno. La coppia dei leoni guardiani cinesi, quando presente, è posta solitamente fuori dal cancello. Alcuni grandi complessi siheyuan avevano due o più livelli di cortili con giardini annessi o collegati, a maggior riprova della ricchezza e dello status sociale dei residenti.
Le siheyuan erano costruite secondo i concetti tradizionali dei Wu Xing, i Cinque elementi cinesi, che si credeva componessero l'universo, e dei Bagua, gli otto diagrammi divinatori. Il cancello era per questo motivo posizionato all'angolo sud-est, legato all'elemento dell'aria (spec. il vento), mentre la casa principale era sul lato nord, legato all'elemento dell'acqua, a protezione dagli incendi.

### Spazi abitativi
La disposizione degli spazi nel cortile si rifà alla morale tradizionale cinese ed all'etica del Confucianesimo. A Pechino, quattro edifici in un unico cortile ricevono quantità diverse di luce solare. La 正房S, Zhèng-fángP, lett. "Casa principale" a nord riceve la maggior parte degli spazi e funge da soggiorno e camera da letto per il proprietario e/o il capofamiglia. Gli edifici del lato orientale e occidentale ricevono meno e servono come stanze per i bambini o per i membri meno importanti della famiglia. L'edificio meridionale riceve meno luce solare (è il più ombreggiato dalle pareti del siheyuan) e di solito funziona come sala di ricevimento e abitazione della servitù, o luogo di ritrovo per la famiglia ove rilassarsi, mangiare o studiare. L'edificio sul retro è riservato alle figlie non sposate e alle domestiche: poiché alle ragazze non sposate non era consentita l'esposizione diretta al pubblico, occupavano l'edificio più appartato del siheyuan.
Nell'Antichità, l'ordine era più dettagliato e ulteriormente stratificato in accordo al canone confuciano tanto quanto al Feng shui. La 正房S, Zhèng-fángP, lett. "Casa principale" era assegnata al membro più anziano della famiglia, cioè al capo-famiglia, i.e. solitamente ai nonni. Se la casa principale aveva abbastanza stanze, una stanza centrale vi fungeva da Tempio ancestrale (zh. 祠堂S, CítángP o 宗祠S, ZōngcíP) della famiglia. Quando il capo-famiglia aveva delle concubine, la moglie risiedeva nella stanza all'estremità orientale della casa principale, mentre le concubine risiedevano nella stanza all'estremità occidentale. Il figlio maggiore della famiglia e sua moglie risiedevano nella casa sul lato orientale, il lato del drago, mentre il figlio minore e sua moglie risiedevano nella casa sul lato occidentale, il lato della tigre. Se in famiglia viveva un nipote adulto, questi risiedeva nella casa di fronte, a sud. Le figlie non sposate, come anticipato, risiedevano sempre nell'edificio sul retro.
La stratificazione dello spazio andava di pari passo con l'elevazione della struttura. Così i locali settentrionali del siheyuan, erano elevati di alcuni passi rispetto al livello del cortile, ove, a loro volta, i locali aperti pubblico di maggior importanza erano più alti rispetto al livello dell'ingresso.

### Varianti regionali
Nel Gansu, nel Qinghai e in altre regioni nord-occidentali della Cina caratterizzate da forti tempeste di polvere, le mura perimetrali tendono ad essere più alte che altrove. Nella Cina nord-occidentale, inoltre, la campata nord-sud del siheyuan è generalmente molto più lunga della campata est-ovest, mentre in altre province, come il Sichuan, si verifica il contrario. Nel Sud della Cina, le case sono costruite a più piani. Nel nord-est la terra è abbondante ma il clima è freddo, quindi vengono costruiti cortili ampi e grandi per aumentare l'esposizione alla luce solare ed il complesso presenta così spazi aperti maggiori tra gli edifici.
Per gli standard costruttori dell'Antichità, un siheyuan era una struttura ingegnerizzata particolarmente solida. I muri nord-occidentali sono solitamente più alti degli altri per proteggere gli edifici interni dai forti venti (spec. nella Cina del Nord) in inverno. La grondaia curva verso il basso, in modo che l'acqua piovana scorra lungo la curva anziché cadere direttamente verso il basso. Il tetto è increspato per fornire ombra in estate mantenendo il calore in inverno.

## Utilizzo
Quando un funerale si tiene in un siheyuan, la posizione della bara dipende dallo stato del defunto ma tutte le bare sono orientate in modo che la testa del defunto punti a sud mentre i piedi puntino a nord. Se il defunto è il capofamiglia o sua moglie, la bara si posiziona sulla linea centrale della casa principale. Se la defunta era la concubina del capofamiglia, la sua bara era esposta nella casa principale ma non al centro. Se il defunto è un maschio giovane, la sua bara viene posizionata sulla linea centrale del cortile. Se la defunta è una donna giovane, la sua bara viene posizionata nel cortile ma non può essere sulla linea centrale.
Un siheyuan offriva spazio, comfort, tranquillità e privacy. Le sue mura forniscono sicurezza e protezione contro polvere e tempeste. Con piante, rocce e fiori, il cortile è anche un giardino e funge da salotto a cielo aperto. La veranda divide il cortile in più spazi grandi e piccoli non molto distanti tra loro, fornendo alla famiglia un luogo di relax e socializzazione.

## Galleria d'immagini

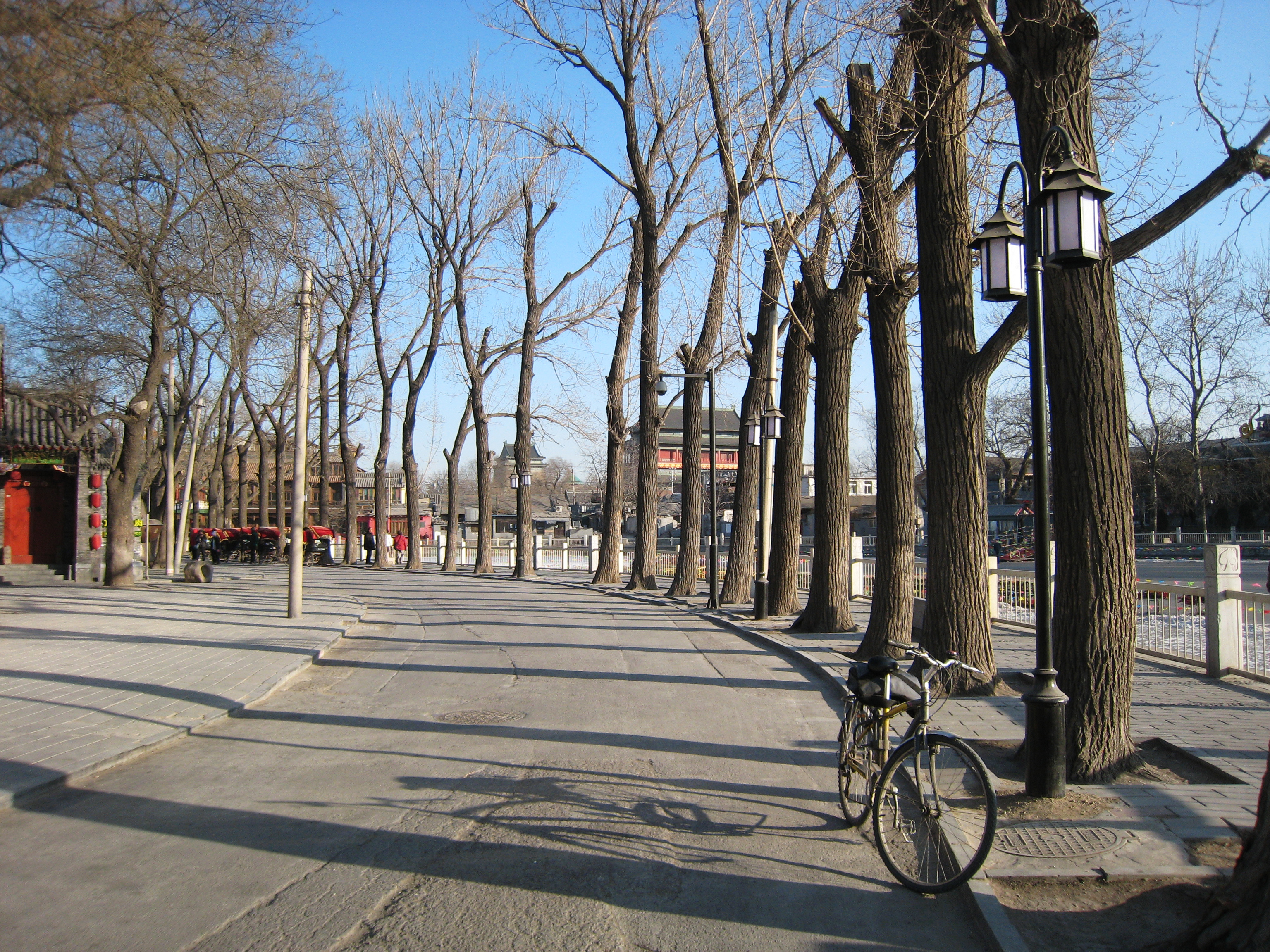
Il distretto pechinese Xicheng (ove sorgono le Torri della Campana e del Tamburo) è noto per la sua alta concentrazione di siheyuan.
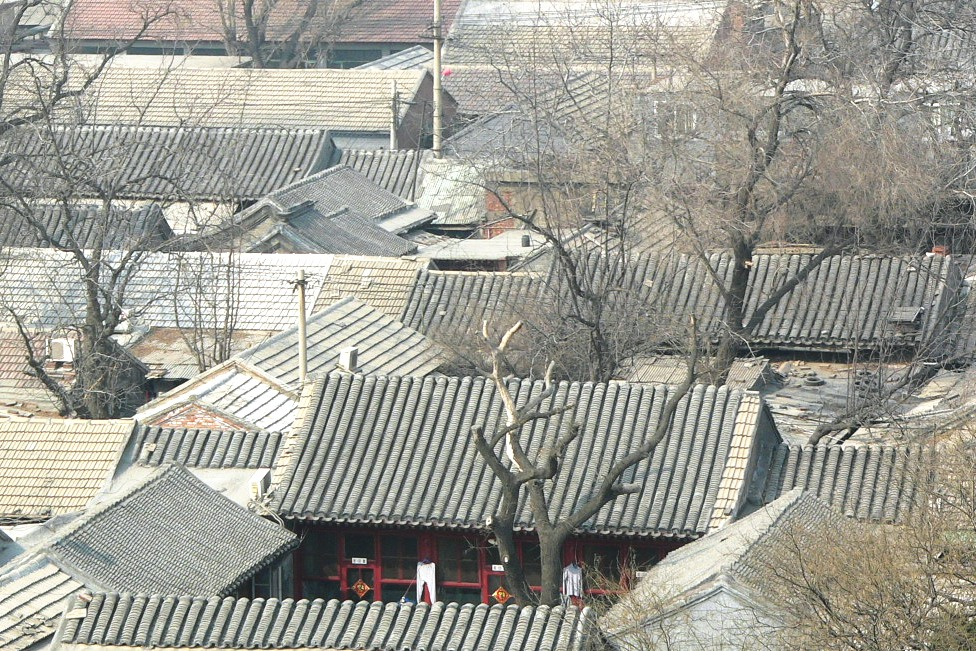
Veduta d'un complesso residenziale di siheyuan a Pechino.
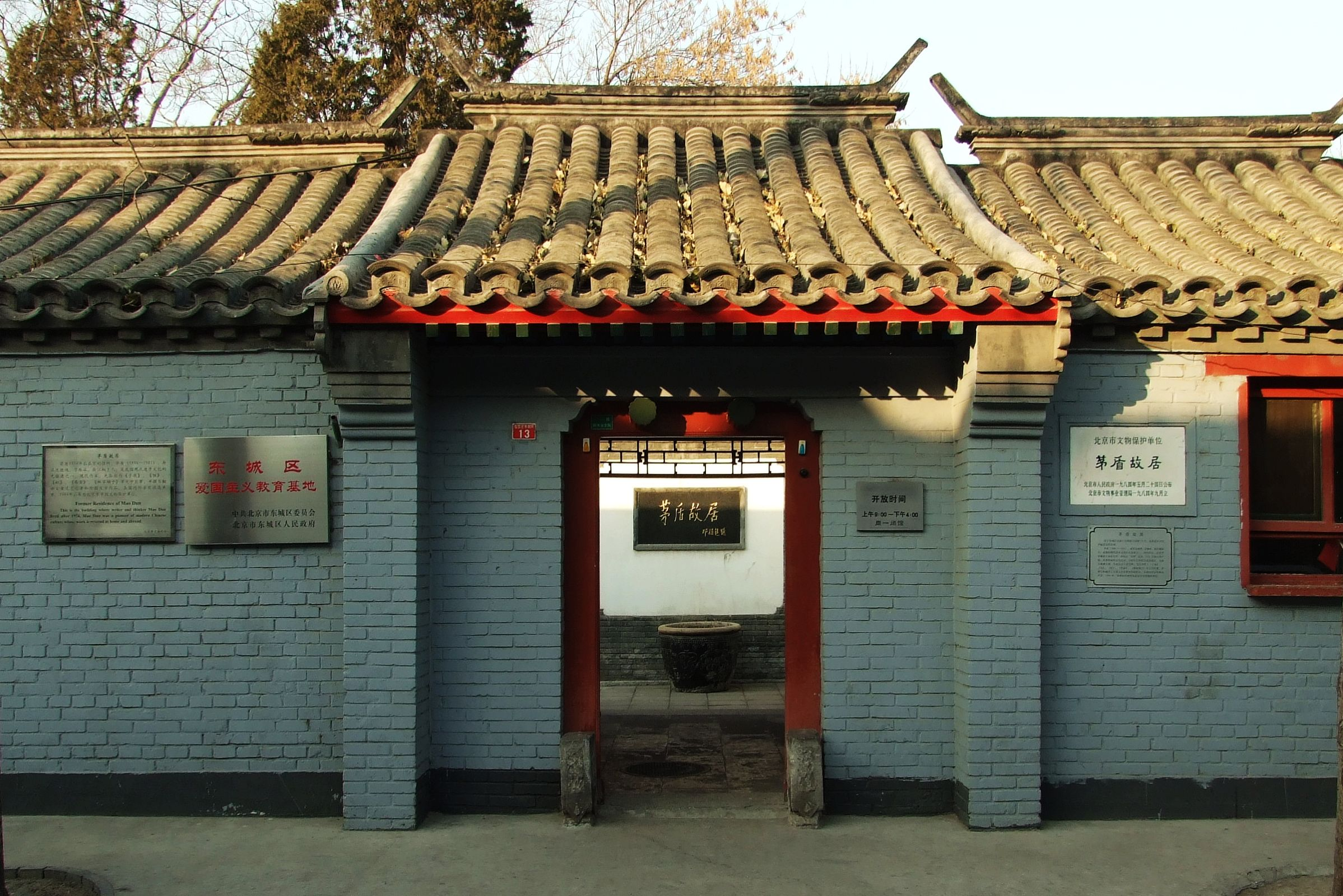
Il Memoriale di Mao Dun.
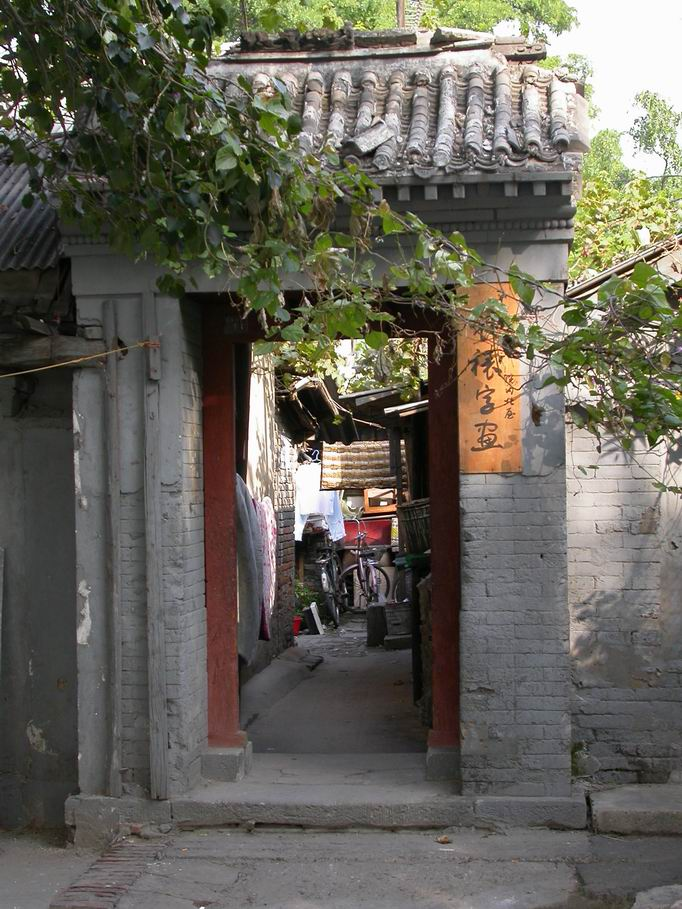
I Siheyuan appartenenti a proprietari di ceto medio o basso hanno un ingresso stradale semplice e poco appariscente.
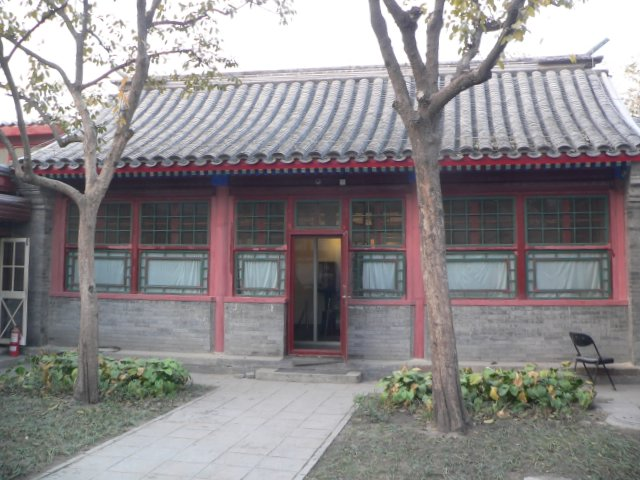
Il Memoriale di Lao She.
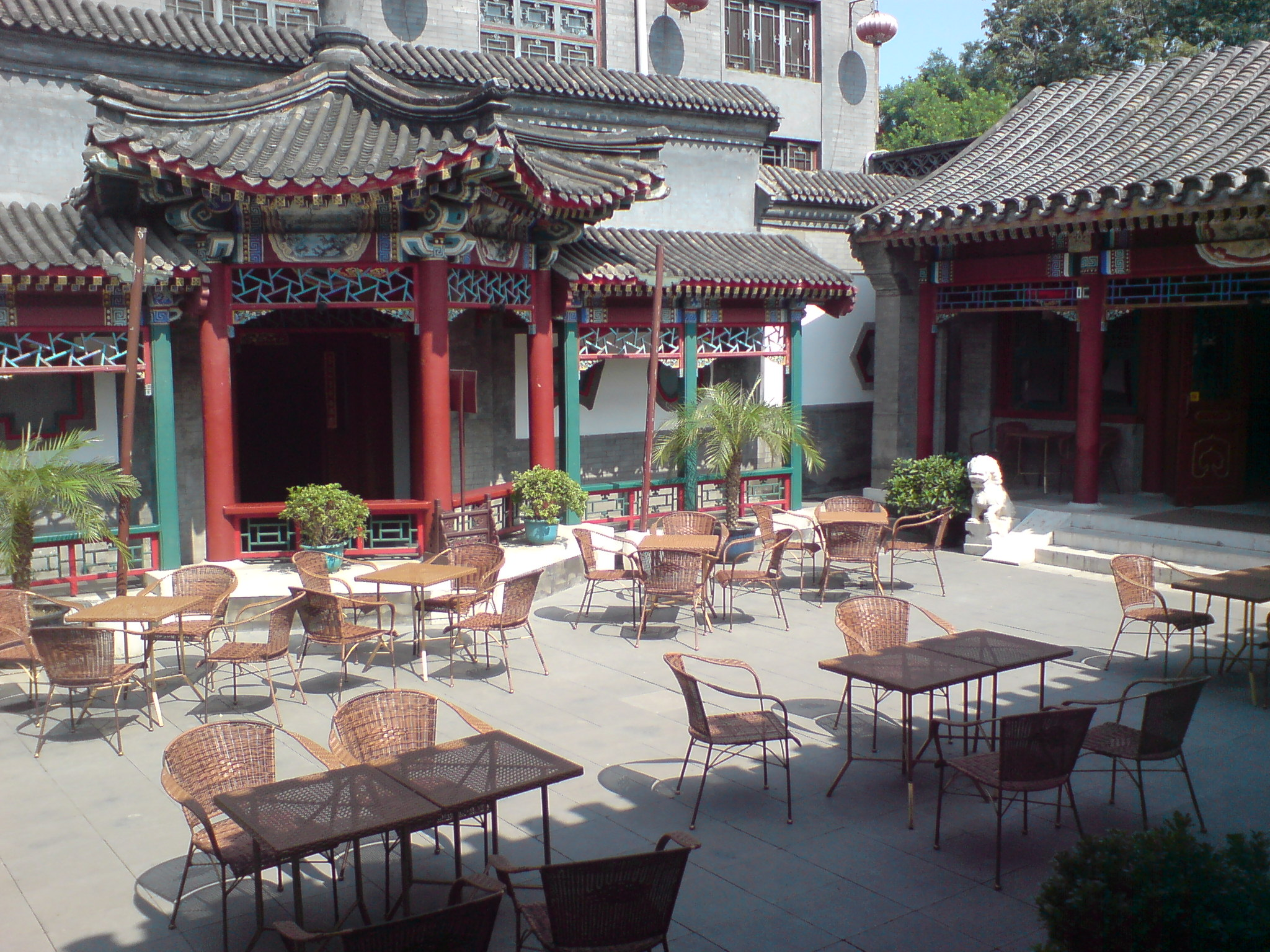
Albergo di Pechino realizzato ristrutturando un complesso siheyuan.
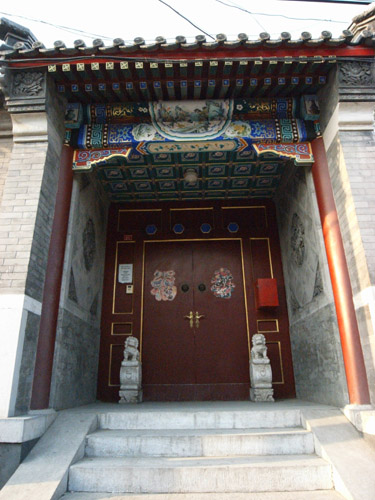
I Siheyuan appartenenti a ricchi proprietari solitamente ostentano un ingresso stradale elaborato.
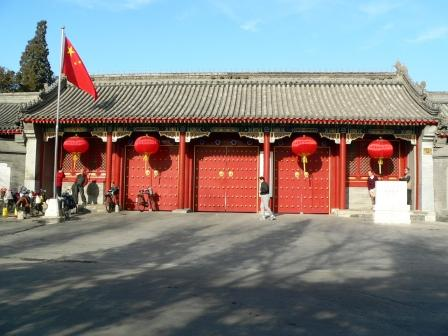
Il grande cancello d'ingresso della Casa del Principe Chun.
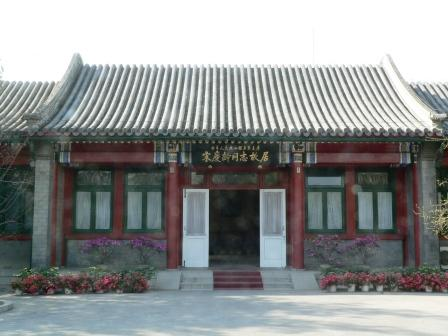
La residenza di Soong Ching-ling.

## Neo-Siheyuan

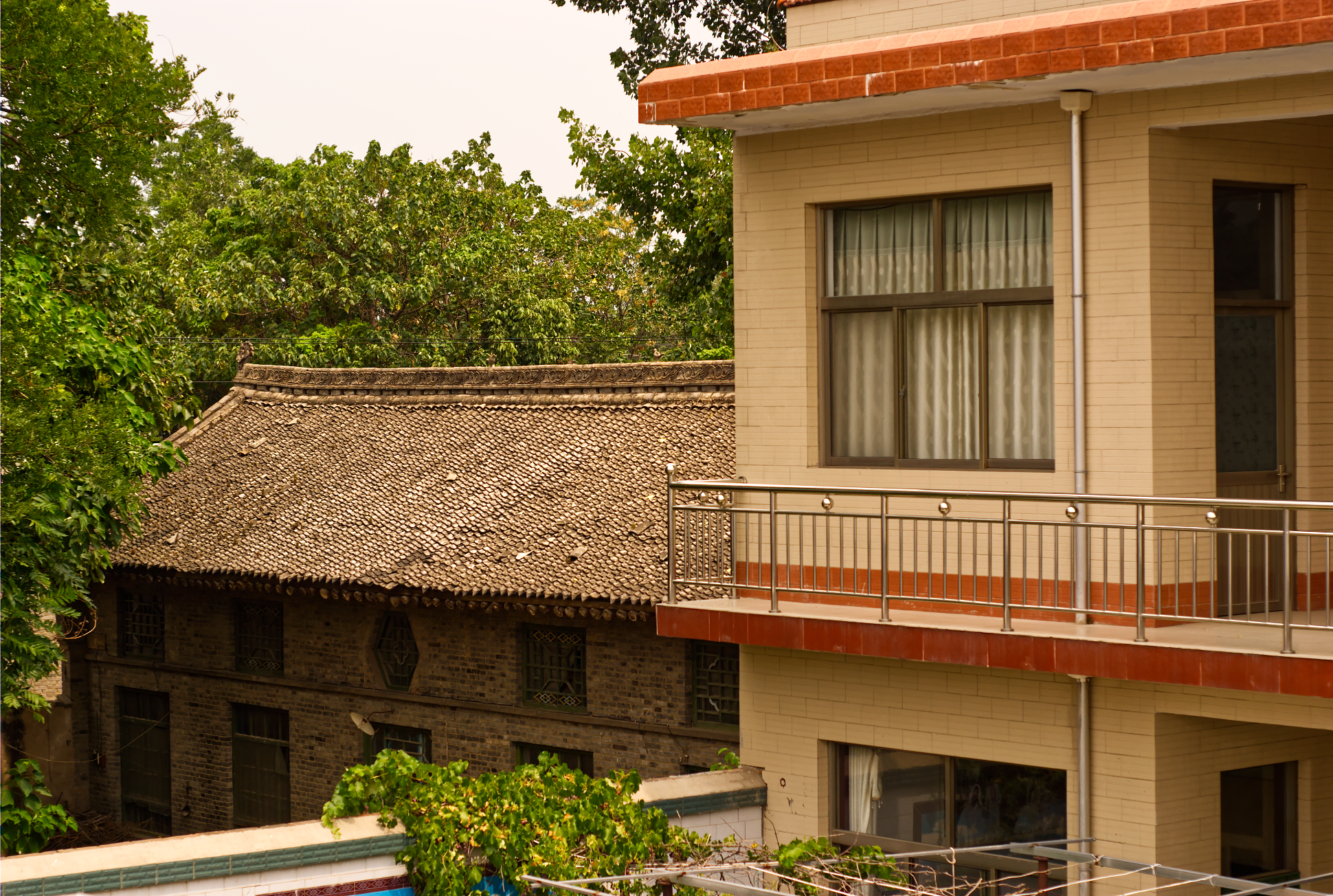
Moderna siheyuan costruita come estensione d'una vecchia, nella provincia rurale dello Shanxi - fotografia del 2017.

Recentemente, una versione moderna di siheyuan è stata sviluppata nelle comunità residenziali d'edilizia urbana su larga scala della Cina. Questi nuovi siheyuan si trovano per es. nelle aree di recente sviluppo abitativo di Pechino. Nel centro storico di Pechino, a partire dal 2005, sono stati costruiti moderni siheyuan ("Chinese-style villas" in lingua inglese) sviluppando il concetto di casa a corte tradizionale con tecniche moderne e blocchi di cemento rivestiti di finti mattoni, infissi e travi plastificati con laccatura simil-legno.

### Esplicative
1. ↑  Il culto degli antenati (zh. 拜祖 bàizǔ, o 敬祖 jìngzǔ) è fortemente radicato ancor oggi nella religione tradizionale cinese - Es. v.si (EN) Qimin He, Religious Traditions in Local Communities of China, in Pastoral Psychology, vol. 61, n. 5, 2012,  pp. 823-839, DOI:10.1007/s11089-012-0438-z, ISSN 0031-2789 (WC · ACNP). (EN) Randall Nadeau, Divinity, in Randall L. Nadeau (a cura di), The Wiley-Blackwell Companion to Chinese Religions, 2010, ISBN 978-1444361971. Ecc.

### Bibliografiche
1. 1 2 3  Knapp 2000, pp. 30 e s.
2. 1 2  Knapp 2000, p. 31.
3. 1 2  (EN) Siheyuan: Old Beijing Style Appeals to Many, in Beijing This Month, 14 aprile 2006. URL consultato il 30 novembre 2023 (archiviato dall'url originale il 22 marzo 2016).
4. ↑  (EN) Wang Qijun, Vernacular dwellings, Springer, 2000,  p. 122, ISBN 3-211-83030-8.
5. ↑  Knapp 2000, pp. 30-31.
6. 1 2  (EN) Courtyard (Siheyuan), in China Daily, 14 gennaio 2004.
7. ↑  (EN) From Hutong to 'New-Tong', in Beijing This Month, 1º settembre 2008.
8. ↑  (EN) Best practices on social sustainability in historic districts, UNESCO, 2008,  p. 40, ISBN 978-92-1-131965-1.
9. ↑  Knapp 2000, pp. 21-22.
10. 1 2  Knapp 2000, p. 33.
11. ↑  (EN) Matthew Kohrman, Technology and Gender: Fabrics of Power in Late Imperial China:Technology and Gender: Fabrics of Power in Late Imperial China, in American Anthropologist, vol. 100, n. 1, marzo 1998,  pp. 60, 71, 73, 76-78, 88-89, DOI:10.1525/aa.1998.100.1.236.1, ISSN 0002-7294 (WC · ACNP).
12. ↑  Knapp 2000, p. 34.
13. ↑  Knapp 2000, p. 32.
14. ↑  (EN) Experience Beijing's Siheyuan hotels, in China Daily, 7 marzo 2007. URL consultato il 2 settembre 2014.
15. ↑  (EN) Home Buyers Hot for Traditional Siheyuan, su China.org.cn.
16. ↑  (EN) Chinese-style villas emerge in market, in China Daily, 24 settembre 2004.
17. ↑  (EN) Donia Zhang, Courtyard Housing and Cultural Sustainability: Theory, Practice, and Product, Oxon e New York, Routledge, 2016  [2013].